# Drenovo, Blagoevgrad
Drenovo (în bulgară Дреново ) este un sat în Obștina Petrici, Regiunea Blagoevgrad, Bulgaria.

## Demografie
Componența etnică a satului Drenovo
     Bulgari (99,06%)
     Nicio identificare (0,93%)
     Altele (0%)
La recensământul din 2011, populația satului Drenovo era de 107 locuitori. Din punct de vedere etnic, majoritatea locuitorilor (99,06%) erau bulgari. Pentru 0,93% din locuitori nu este cunoscută apartenența etnică.